# Heterusia occultata
Heterusia occultata är en fjärilsart som beskrevs av Max Joseph Bastelberger 1908. Heterusia occultata ingår i släktet Heterusia och familjen mätare. Inga underarter finns listade i Catalogue of Life.